# УАЗ Патриот
УАЗ-3163 «Patriot» — полноприводный автомобиль повышенной проходимости (вседорожник) для эксплуатации на дорогах всех категорий, а также по пересечённой местности. Представляет собой четвёртое поколение автомобилей повышенной проходимости ГАЗ/УАЗ, является рестайлинговой модификацией модели УАЗ-3162 и «преемником» модели УАЗ-469 (3151) — серийно выпускается Ульяновским автозаводом с августа 2005 года. Автомобиль оснащён цельнометаллическим пятидверным кузовом и предназначен для эксплуатации на дорогах всех категорий, а также в сельской местности. В прежние годы производился под именем собственным «Симбир».

## История создания
На рубеже 1980—1990-х годов, параллельно с разработкой кузовов военных автомобилей нового поколения на замену УАЗ-452/469 — проекта «Вагон», на УАЗе в очередной раз, после попытки создания семейства моделей УАЗ-3170/3770 «Симбир» в 1970—1980 годах, появилось решение о создании легкового АПП для гражданских нужд (такой же замысел существовал в своё время на ЛуАЗе, результатом которого стало создание гражданской модели — ЛуАЗ-969). Сформировавшийся в 1990 году кузов был выполнен в едином стиле с уже более современным, по отношению к военным УАЗ-3972/3172, разрабатывавшимся семейством моделей «Лада 110»/«111»/«112» — изготовление которого впервые на УАЗе предполагалось при помощи роботизированных линий. Кузов и внутреннее убранство (интерьер) были сконструированы с учётом гражданского применения. В 1993 году был представлен предсерийный экземпляр модели УАЗ-3160: в силу тех обстоятельств, что создания трёхдверной модели не предполагалось, и разработка происходила в сжатые сроки, модель получила один важный конструктивный недочёт — пятидверный кузов, имеющий длину и, соответственно, колёсную базу трёхдверного кузова при такой его форме. Позднее, пятидверный кузов был создан заново, с уже нормальной длиной — модель УАЗ-3162, получившая то же имя собственное «Симбир» — производное слово от старого названия города Ульяновска — Симбирск.
Данное семейство моделей получило модернизированную раму и кузов, разработанные с помощью инженеров НТЦ АвтоВАЗа. От военных моделей предыдущих поколений внедорожников, данное поколение отличается пружинной передней зависимой подвеской вместо рессорной. По аналогии с кузовами родственного ему семейства моделей ВАЗ-2110/2111/2112, кузов УАЗ-3162 выпускался с завода без чернения боковых и задней оконных рамок, что, так же, не лучшим образом сказалось на его внешнем образе.
5 августа 1997 года с конвейера сошёл первый экземпляр модели УАЗ-3160, выпуск которой было решено прекратить в 2004 году.
Технические характеристики УАЗ-3160:
- Раздаточная коробка 2-ступенчатая: I — 1; II — 1,94
- Передние тормоза дисковые вентилируемые, с двумя цилиндрами, с плавающей скобой
- Задние тормоза барабанного типа, с одним цилиндром, с автоматическим регулированием зазора между накладками и барабаном
- Передняя подвеска зависимая, пружинная со стабилизатором поперечной устойчивости, гидропневматическими амортизаторами телескопического типа двухстороннего действия, с двумя продольными рычагами и поперечной тягой
- Задняя подвеска зависимая, на двух продольных полуэллиптических малолистовых рессорах и гидропневматических амортизаторах телескопического типа двухстороннего действия
- Шины Кама всесезонные 225/75R16
- Давление в шинах (по завод.) — передние 2,2 бар, задние — 4,3 бар
- Глубина преодолеваемого брода 0,5 м[4].
- Свес передний — 850 мм
- Задний — 1590 мм
- Радиус разворота 6,9 м
- Угол въезда — 33o
- Угол съезда — 22o

27 апреля 2000 года увидел свет первый серийный экземпляр модели УАЗ-3162 «Симбир», отличающийся новыми мостами типа «Спайсер» с той же, что и у УАЗ-3160 колеёй 1445 мм. А с 2002 по 2005 гг. шёл выпуск модификации УАЗ-31622: от базовой модели она отличается мостами «Спайсер» колеи 1600 мм и моторами ЗМЗ 16-клапанного семейства, вместо ранее использовавшихся УМЗ.

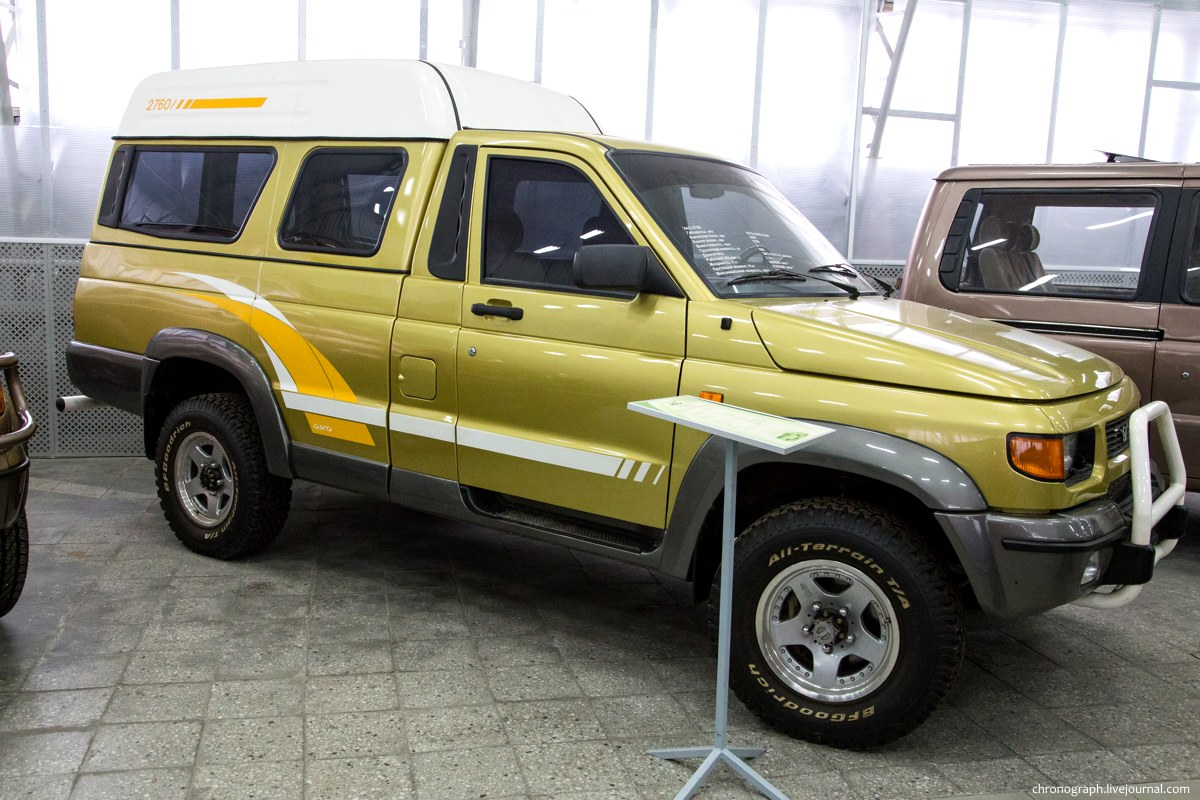
УАЗ-2760 «Сталкер» — экспериментальный образец следующей модификации УАЗ-31622 «Симбир»

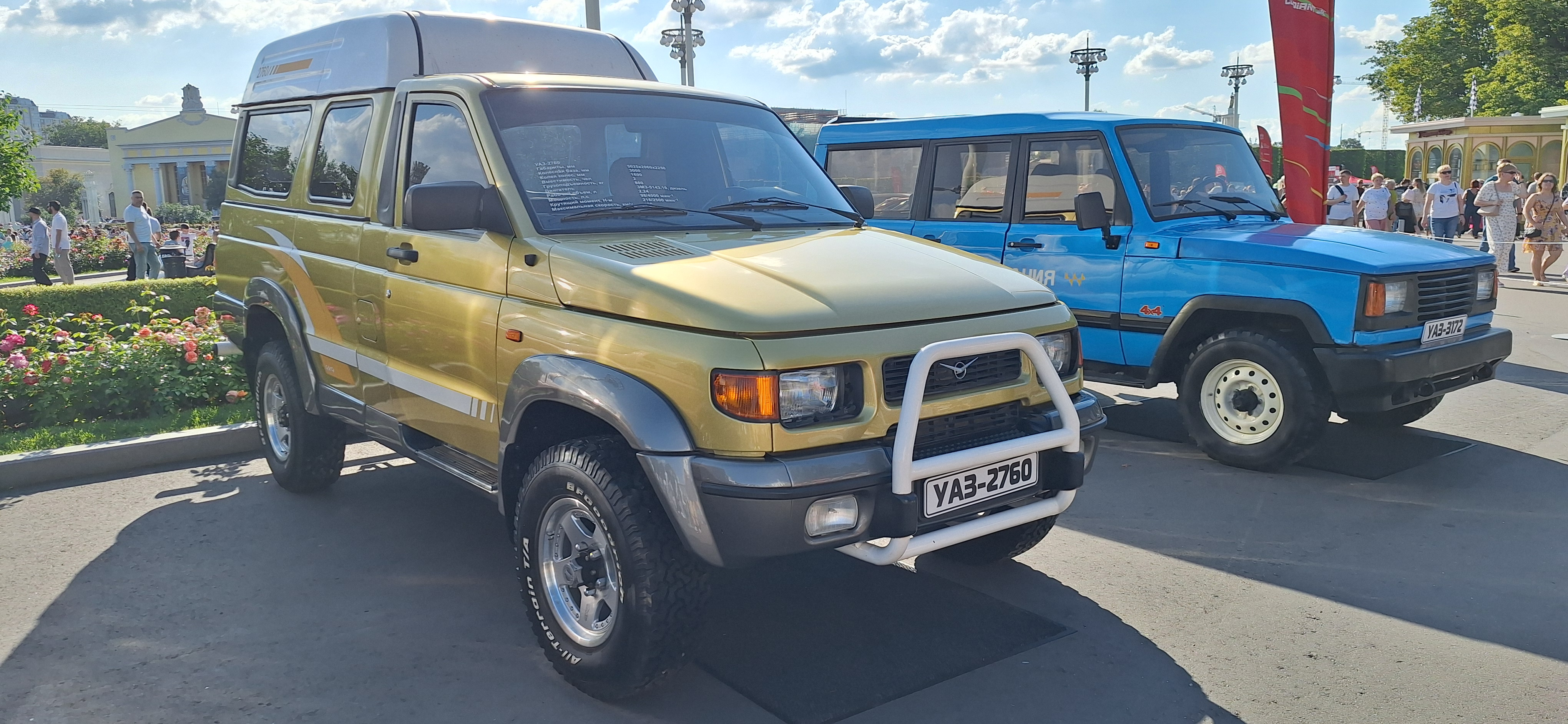
УАЗ-2760 «Сталкер» — на выставке «ПроДвижение» 2025 г.

В 2005 году модель была подвергнута первому фейслифтингу и рестайлингу, а также была переименована в Patriot. Кузов автомобиля получил видоизменённую, обтекаемую переднюю часть и новые детали интерьера. Технически вседорожник представляет собой глубоко модернизированный УАЗ-31622 «Симбир».
Несмотря на то, что данный автомобиль проектировался в качестве отдельной линейки продукции завода для гражданских лиц, на деле он получил и военные модификации — де-факто став «преемником» модели УАЗ-469 (3151).

## Применение комплектующих иностранного производства
В производстве применяется ряд иностранных комплектующих и элементов, производимых на совместных предприятиях. В частности, гидроусилитель рулевого управления производства Delphi Italia Automotive s.r.l. (Италия), тормозная система ContiTeves (Германия), руль Takata-Petri AG (Германия), система отопления и кондиционирования Sanden International Europe Ltd (Великобритания), КПП Dymos (Корея), сиденья DAWNSCO (Корея).

## Технические характеристики
- Передние тормоза дисковые, с двумя цилиндрами, с плавающей скобой.
- Задние тормоза барабанного типа, с одним цилиндром, с автоматическим регулированием зазора между накладками и барабаном.
- Передняя подвеска зависимая, пружинная со стабилизатором поперечной устойчивости, гидропневматическими амортизаторами телескопического типа двухстороннего действия, с двумя продольными рычагами и поперечной тягой.
- Задняя подвеска зависимая, на двух продольных полуэллиптических малолистовых рессорах, со стабилизатором поперечной устойчивости.
- Шины 225/75R16, 235/70R16, 245/70R16, 245/60R18.

## Варианты и модификации

### Гражданские
- УАЗ Патриот Дизель (УАЗ-31631, УАЗ-31638) — модификация «Патриота» с импортным турбодизелем IVECO F1A (от Fiat Ducato) рабочим объёмом 2,3 л и мощностью 116 л. с., экологического класса Евро-3, средний расход топлива на скорости 90 км/ч 9,5 л/100 км. Серийно производился с августа 2008 года по апрель 2012 года. С мая 2012 производится модификация УАЗ-31638 с отечественным турбодизелем ЗМЗ-51432 экологического класса Евро-4. В настоящее время не выпускается.
- УАЗ Карго (УАЗ-23602) — коммерческий пикап на базе УАЗ-3163, но с удлинённой до 3000 мм колёсной базой, короткой 2-местной кабиной и трёхбортовой платформой типа 3303. Серийно производился с февраля 2008 года до 2011 года. В 2013 году выпуск модели был возобновлён. В 2017 году выпуск остановлен в связи с началом производства УАЗ Профи.

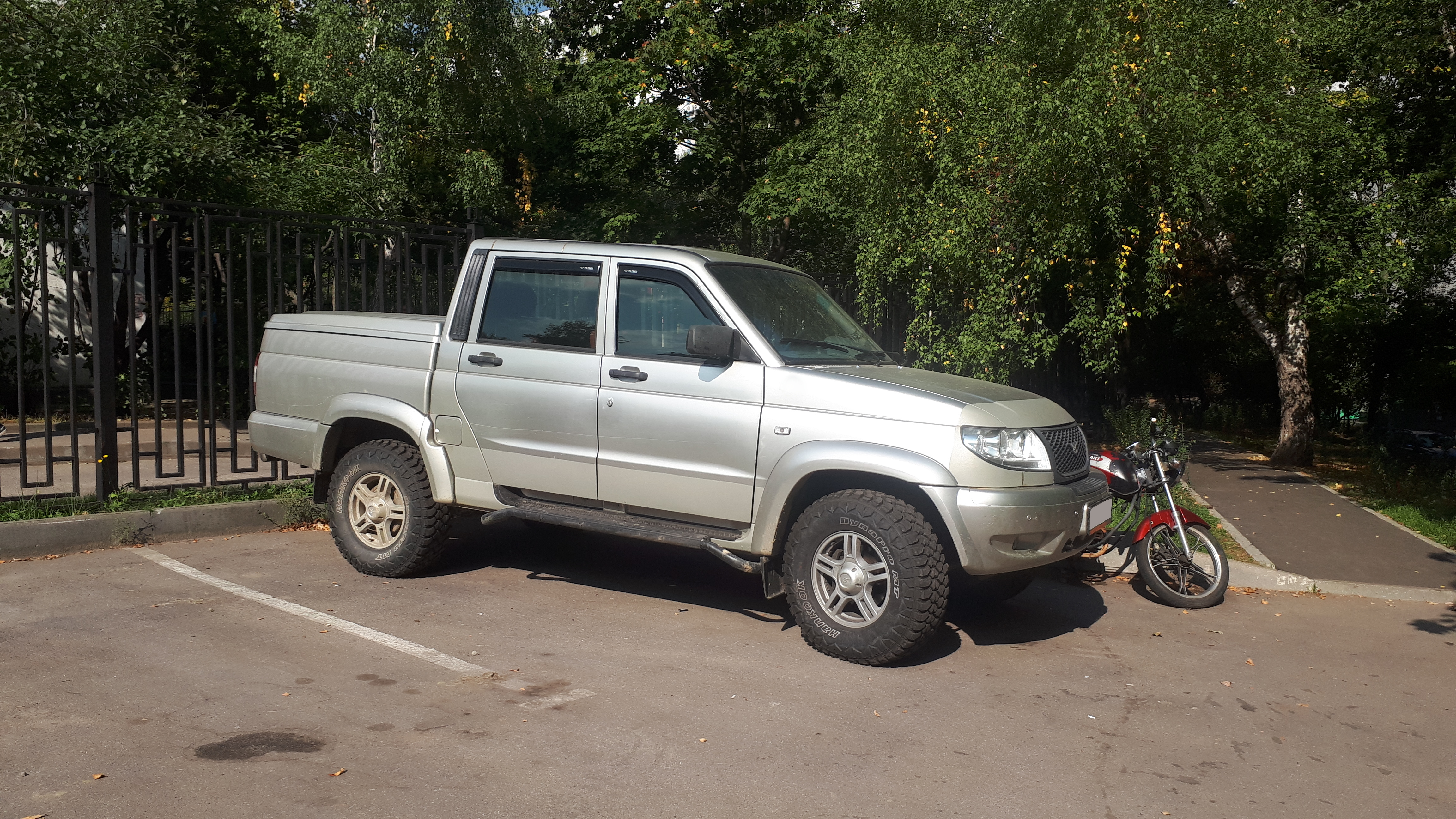
УАЗ-23632

- УАЗ Патриот Спорт (УАЗ-3164) — короткобазная версия базового автомобиля (колёсная база уменьшена на 360 мм и составляет 2400 мм, длина автомобиля — 4340 мм, объём багажного отделения сократился до 750 литров) позиционируется разработчиками как автомобиль «для молодых и активных людей». От базовой модели УАЗ Патриот Спорт отличается более узкими проёмами задних дверей и функционально является преемником УАЗ-3160. За счёт более коротких свесов новинка будет обладать лучшей проходимостью и меньшим радиусом разворота. Для УАЗ-3164 предлагаются два 2,7-литровых бензиновых двигателя — ЗМЗ-40904 мощностью 128 л. с.(в комплектации Limited) и дефорсированный 112-сильный ЗМЗ-4091 (в комплектациях Classic и Comfort). Трансмиссия — 5-ступенчатая МКПП от корейской Dymos Inc., то есть, аналогичная той, что устанавливается на базовый УАЗ Патриот. В производство Патриот Спорт запущен 1 июля 2010 года. С 1 декабря 2010 года выпуск данной модели остановлен.

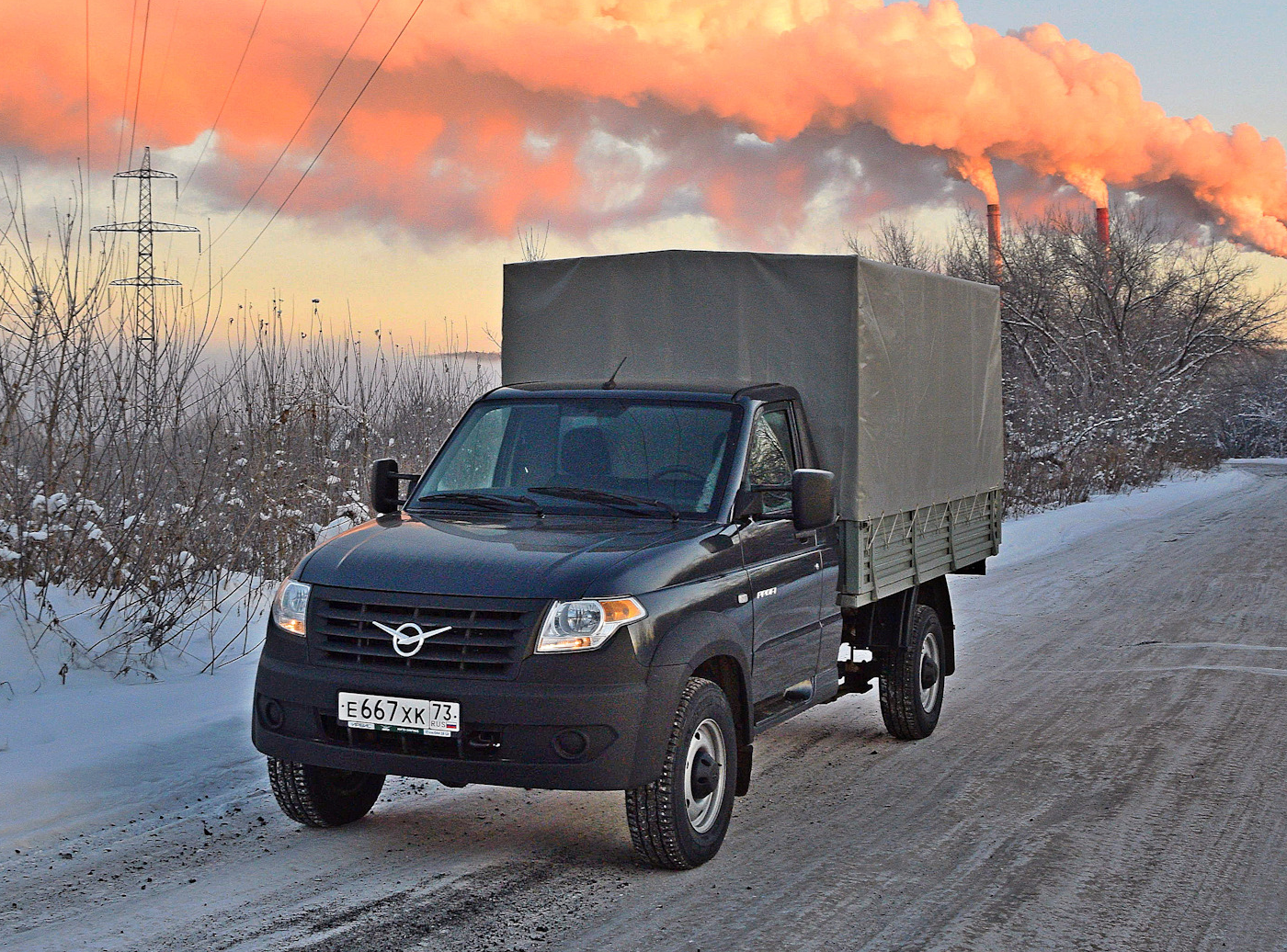
УАЗ-Профи

- УАЗ Профи (УАЗ-236021, УАЗ-236022, УАЗ-236031, УАЗ-236323, УАЗ-236324) — российский малотоннажный грузовой автомобиль повышенной проходимости, производимый на Ульяновском автомобильном заводе. Впервые представлен на выставке КомТранс в сентябре 2017 года[6], в том же году был налажен серийный выпуск.

Построен на платформе УАЗ-Патриот, для чего его стандартная рама в середине была удлинена 500-мм проставкой и усилена дополнительными поперечинами, а также с удлинённой до 3500 мм колёсной базой, короткой 2-местной или сдвоенной 4-дверной 5-местной кабиной, грузовой платформой с двумя вариантами по ширине. УАЗ Профи оснащается задним или полным приводом, двигателем ЗМЗ-409051 с увеличенной до 150 л. с. мощностью относительно исходного двигателя ЗМЗ-40906. Серийное производство начато в августе 2017 года.
- Покрытие пола — водостойкая ламинированная фанера с противоскользящим покрытием
- Петли — всего 6, 4-е скрыты в уровень пола (для большего вместимости), 2 на передней усиленной стенке борта
- Погрузочная высота — 986 мм
- Тент — крыша с 2-х скатных сторон прозрачна (для освещения)

Сравнение УАЗ Профи с ГАЗель (ГАЗ-3302):
| Марка         | Двигатель (современность) | Проходимость | Базовая комплектация (лучше оснащена) | Стоимость | Обзор (в тесном пространстве) | Высота погрузки (выше +/ниже -) | Противооткатный брус (присутствие) |
| ------------- | ------------------------- | ------------ | ------------------------------------- | --------- | ----------------------------- | ------------------------------- | ---------------------------------- |
| ГАЗель (3302) | -                         | -            | -                                     | -         | +                             | -                               | +                                  |
| УАЗ           | +                         | +            | +                                     | +         | -                             | +                               | -                                  |

## Проекты на базе UAZ Profi

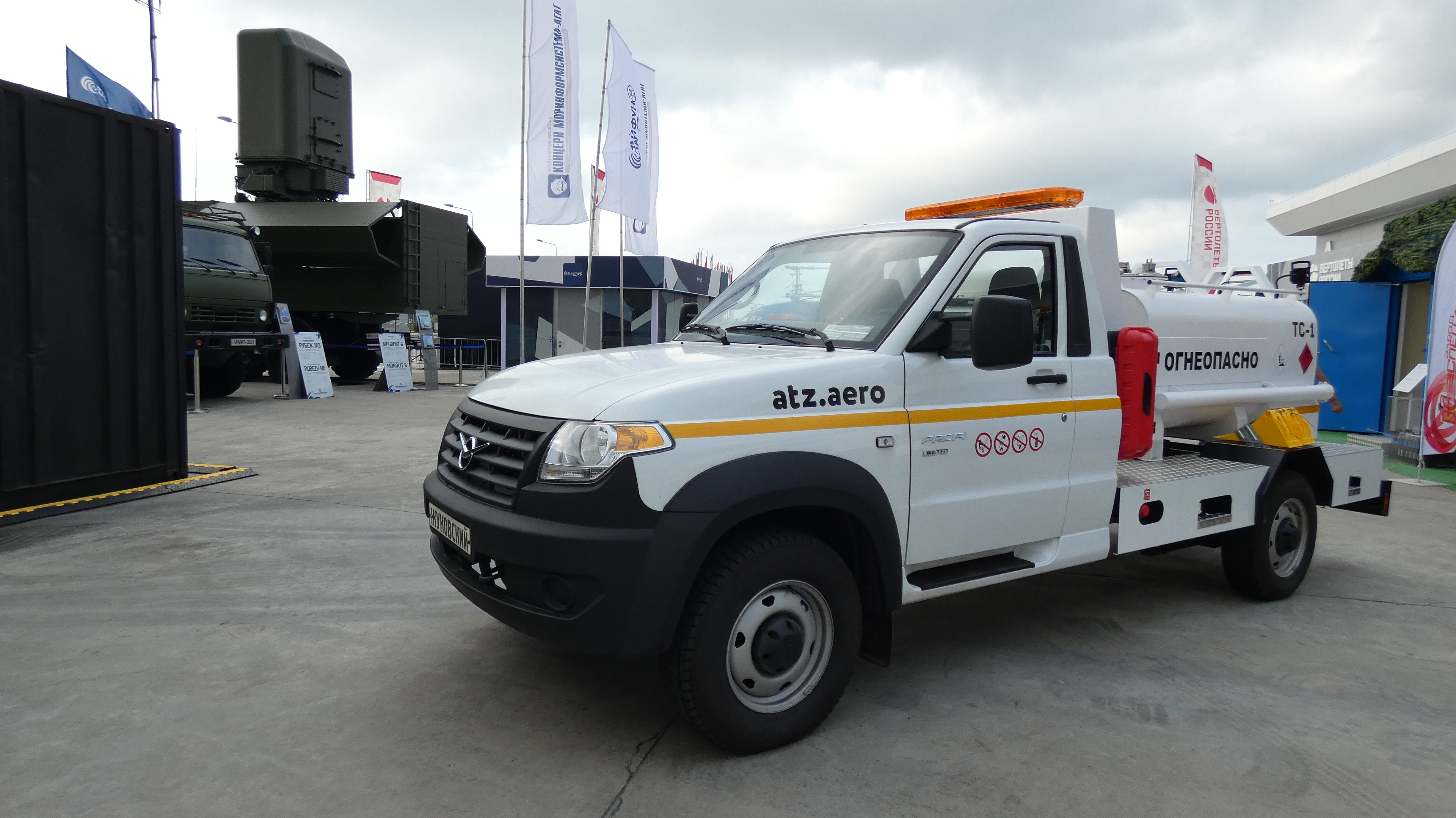
Проект "Дозатор топлива для аэродрома" «Армия-2022»
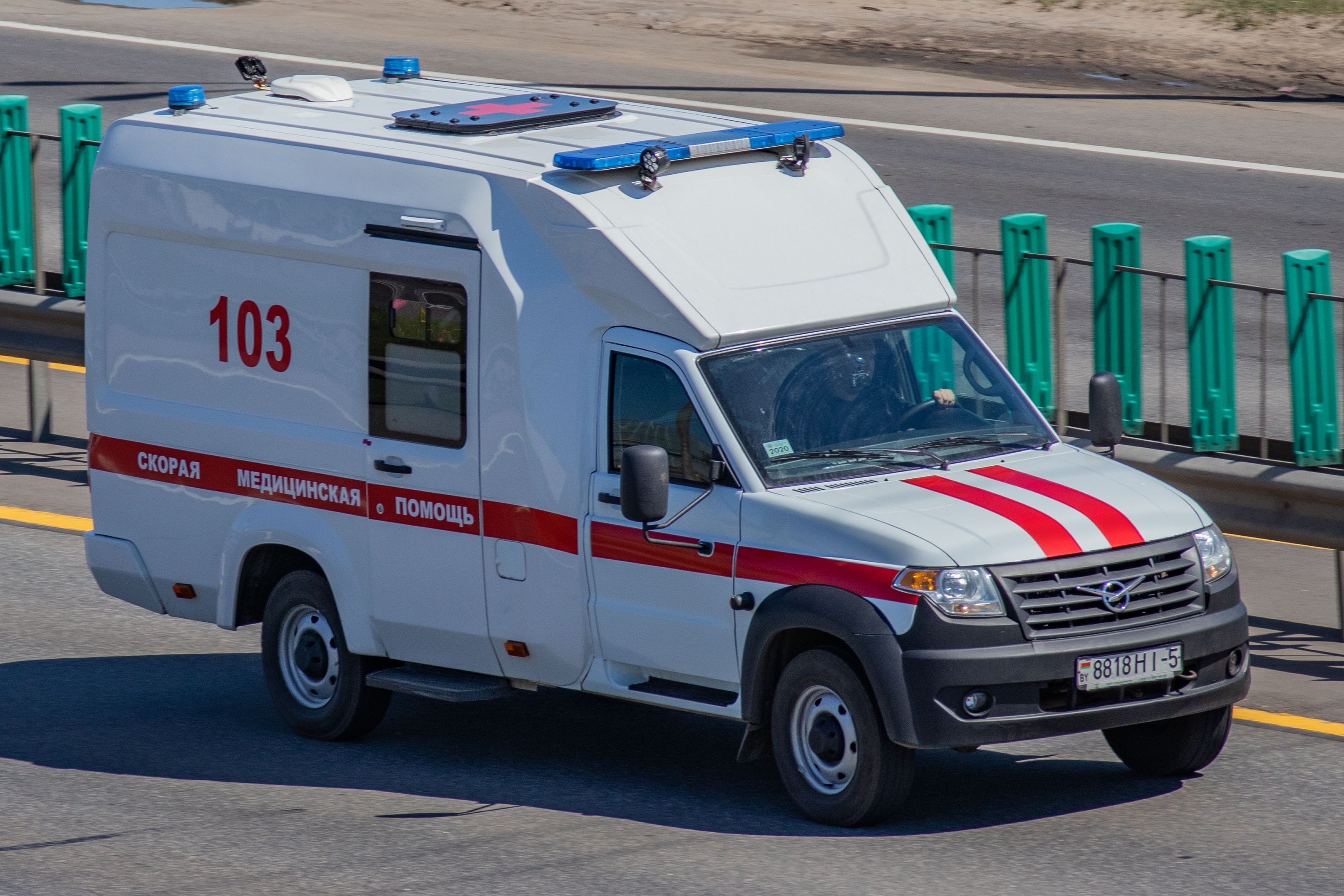
Проект "Скорая помощь" в Минске
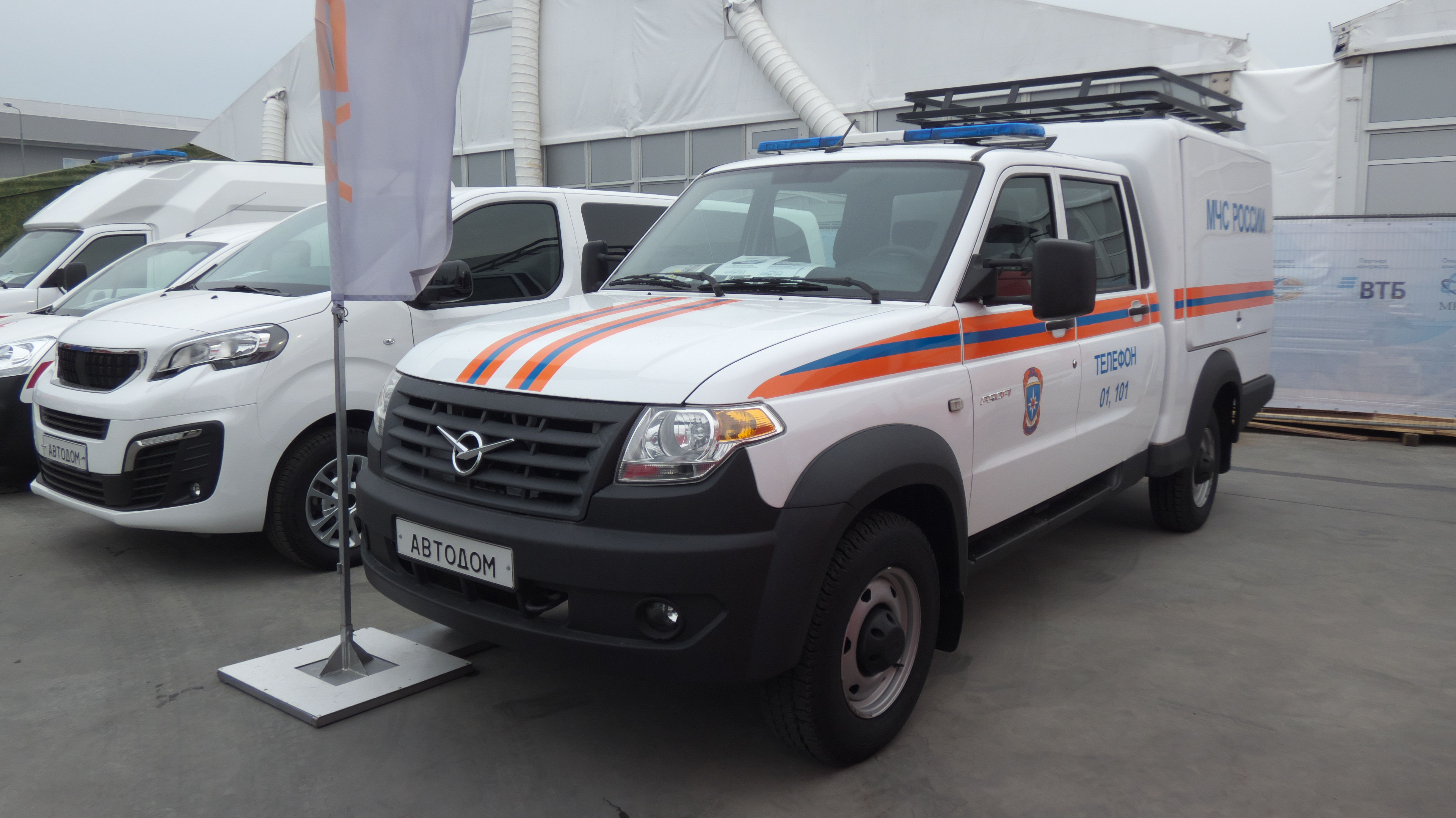
Проект "МЧС" на выставке «Армия-2022»

#### UAZ Pickup
УАЗ-23632 комплектуется бензиновым двигателем ЗМЗ-409.10 объёмом 2,7 литра, мощность которого составляет 128 л. с. при 4400 оборотах в минуту. Максимальный крутящий момент этого силового агрегата — 218 Н*м при 2500 оборотах в минуту. Для управления двигателем используется контроллер «Микас-11» с функцией контроля пропусков зажигания. Как и УАЗ Патриот, автомобиль комплектовался механической, 5-ступенчатой трансмиссией с синхронизаторами от южнокорейской компании «Димос».
Полный привод и раздатка — Part-time. Тормозная система включает в себя передние дисковые вентилируемые тормозные механизмы — два рабочих цилиндра, плавающая скоба, и задние барабанные тормоза.
Все модели имеют главный тормозной цилиндр и вакуумный усилитель фирмы «Тевес Континенталь», а также антиблокировочную систему Bosch. Размеры шин: 225/75 R16, 245/70 R16.

#### Ограниченные серии
- В октябре 2011 года УАЗ анонсировал выпуск лимитированной версии внедорожника в честь 70-летия завода. Автомобили из юбилейной серии будут отличаться отделкой кузова и салона.
- В сентябре 2013 г. завод выпустил ограниченную партию в стиле Трофи
- В декабре 2013 г. завод анонсировал специальную версию в стиле Арктик
- В декабре 2016 г. завод анонсировал ограниченную серию в стиле World of Tanks (обзор в журнале CHIP № 7(220, июль 2017) на стр. 22-23)
- В августе 2019 г. завод анонсировал ограниченную серию (300 ед.) с коробкой автомат, в эксклюзивном цвете и с определённым набором опций — «EDITION I»

### Военные, полицейские и специальные
- Армейский грузопассажирский вариант УАЗ-3163 — представлен на 6-й Российской международной автомобильной выставке «Автосалон-2003» в августе 2003 года[9].
- УАЗ 3163-015 АП — патрульная машина для МВД России, разработана и направлена на испытания в 2013 году[10].
- бронированные автомобили на базе УАЗ-3163 «Патриот» («Есаул 2945» и «Тарантул-19312»).
- АСМ-41-01Ш на базе УАЗ-3163 — аварийно-спасательная машина для МЧС РФ.
- УАЗ-3163-103 — армейский вариант, представленный на выставке «Армия-2015» (в ходовой части использованы стальные кованные диски колес, отсутствуют рейлинги на крыше, предусмотрено крепление для шанцевого инструмента, крепления канистр для воды, масла и вооружения; 2-листовая рессорная подвеска заменена на 4-листовую)

## Модернизация конструкции

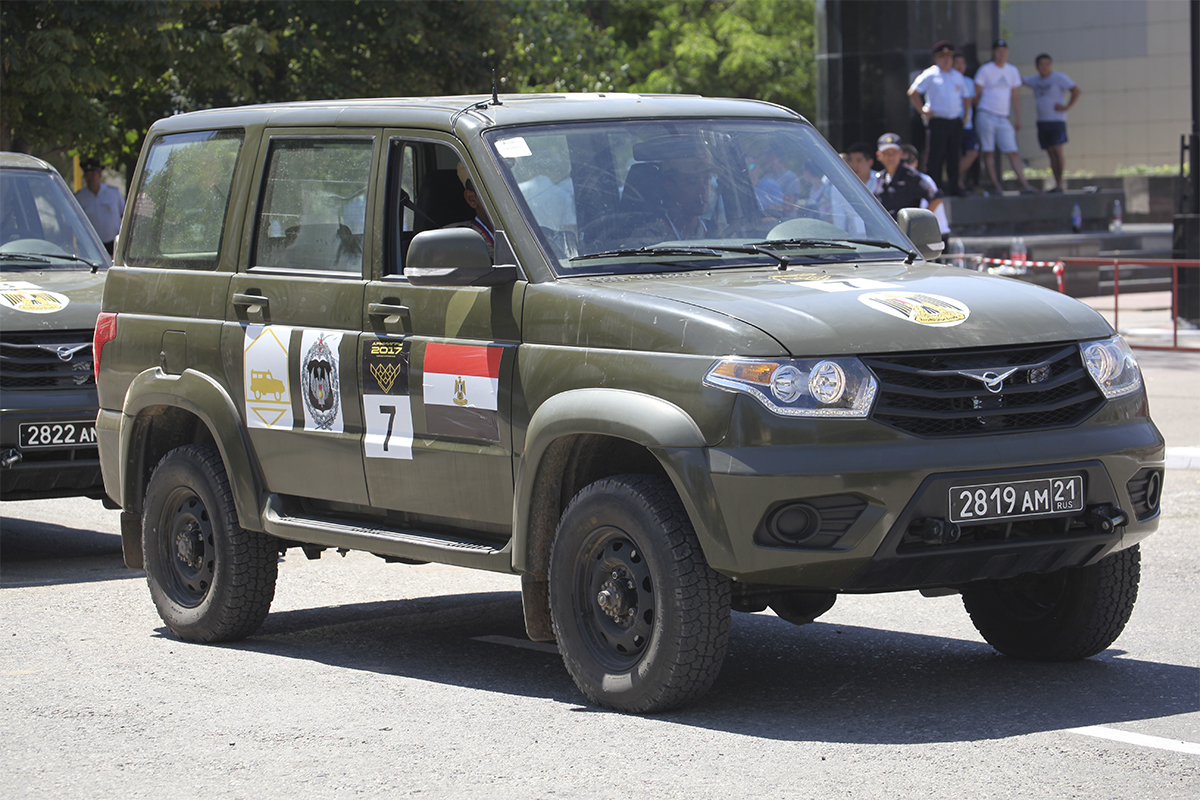
Финальный этап международного конкурса «Военное ралли» АРМИ-2017.

С конца 2006 года автомобиль начали оснащать антиблокировочной системой (АБС) фирмы Bosch.
В 2008 году УАЗ Патриот получил кондиционер, улучшенную систему отопления и вентиляции салона, а также обновлённую систему охлаждения двигателя. Мотор теперь удовлетворяет нормам Евро-3.
В мае 2012 года завод провёл обновление модели: полностью обновилась панель приборов, исчезла травмоопасная ручка для переднего пассажира, появился новый, более травмобезопасный четырёхспицевый руль немецкого производителя Takata-Petri AG. Магнитола теперь устанавливается размерностью 2DIN и в наличии есть USB-разъём для подключения флеш-накопителей.
Летом 2013 года были анонсированы новые изменения в модели УАЗ Патриот: новая раздаточная коробка корейской фирмы Dymos с электрическим управлением. Это повлекло исчезновение рычага включения РКП и замена его на специальную шайбу. Задний карданный вал стал короче и лишился промежуточной опоры. Блоки управления стеклоподъёмниками и зеркалами переехали на водительскую дверь. Привод ручного тормоза блокирует теперь не кардан, а задние колёса. Обновилась обивка потолка, зеркало заднего вида, ручки для пассажиров. Добавилась опция «Зимний пакет», которая включает: подогрев лобового стекла, индивидуальный отопитель для задних пассажиров и обогрев задних сидений.

## Обновление 2014 года
7 октября 2014 года началось производство рестайлинговых внедорожников. Автомобиль отличается от предыдущей версии светотехникой, бамперами, изменённой конструкцией сидений. В ходовой части появился стабилизатор поперечной устойчивости и новые, не требующие обслуживания, карданные валы с увеличенным ресурсом. Список опций пополнился новой мультимедийной системой с камерой заднего вида и навигацией. Продажи обновлённых автомобилей начались 17 ноября 2014 года.

## Обновление 2016 года
В октябре 2016 года представили обновлённую версию внедорожника. Автомобиль получил новую решётку радиатора с увеличенной эмблемой, новую переднюю панель, новый рычаг коробки передач, регулируемую рулевую колонку, ремни безопасности с преднатяжителями, единый топливный бак вместо двух отдельных. В списке оснащения появились фронтальные подушки безопасности, система динамической стабилизации (ESP) и другие опции. Также из модельного ряда исчезла версия с дизельным двигателем.
В ноябре 2016 года дебютировал обновлённый УАЗ Пикап, получивший те же изменения, что и модель Патриот, а в декабре 2016 года был представлен модернизированный УАЗ Карго.

## Дальнейшее обновление
- В 2018 году будет изменена система охлаждения двигателя с применением нового одноклапанного термостата.
- С осени 2019 года предлагается вариант с гидромеханической АКПП GM-6L50 производства Punch Powerglide. Новая трансмиссия устанавливается только на двигатель ЗМЗ-409051.10, дебютировавший на УАЗ Профи[14].
- Не ранее 2021 года ожидается выход второго поколения внедорожника. Предполагается внедрение независимой передней подвески на двойных поперечных рычагах, задние рессоры будут заменены пружинами. Вместо червячного редуктора будет установлен реечный рулевой механизм. Раздаточную коробку Dymos заменит индийская Divgi Warner[15].
- Осенью 2024 года было объявлено, что в 2025 году внедорожник УАЗ Патриот пройдёт третий рестайлинг[16][17]. Ожидается, что впервые за долгое время автомобиль будет оснащаться 2,0-литровым дизельным двигателем JAC HFC4DB2-1D мощностью 136 л. с.[18][19], который применяется в автомобилях Sollers Argo и Sollers ST6[20][21][22], либо же 2,7-литровым бензиновым двигателем ЗМЗ. Двигатели будут сочетаться в паре с шестиступенчатой механической трансмиссией[23][24] (опционально — с автоматической трансмиссией[25])[26][27]. Также будут внесены и другие изменения, наиболее заметными из которых станут доработка дизайна и оптики[28]. Продажи намечены на ноябрь 2025 года[29]. Конкурентом является JAC T9[30].

## Безопасность
Автомобиль проходил краш-тест по методике ARCAP, созданной российским автомобильным изданием «Авторевю», причём дважды — в 2010 и 2017 годах. Разница между двумя краш-тестами существенная (см. ниже).
| ARCAP                                       |           |  |  |
|                                             |           |  |  |
|                                             | 2.7 из 16 |  |  |
| Протестированная модель: УАЗ Патриот (2010) |           |  |  |

| ARCAP                                       |           |  |  |
|                                             |           |  |  |
|                                             | 5.3 из 16 |  |  |
| Протестированная модель: УАЗ Патриот (2017) |           |  |  |

## Продажи
| Год  | Объём  |
| ---- | ------ |
| 2014 |        |
| 2015 |        |
| 2016 |        |
| 2017 |        |
| 2018 |        |
| 2019 |        |
| 2020 |        |
| 2021 |        |
| 2022 |        |
| 2023 | 11 853 |

## На вооружении
- Россия: используется МВД РФ (в том числе, не менее 28 бронированных автомашин[34]) и Пограничной службой. Поставляется в Сухопутные войска.[35]
- Украина: УАЗ-3163 на вооружении МВД Украины и пограничной службы[36]
- Беларусь: УАЗ-3163 на вооружении МВД Белоруссии и пограничной службы[36]

## Галерея

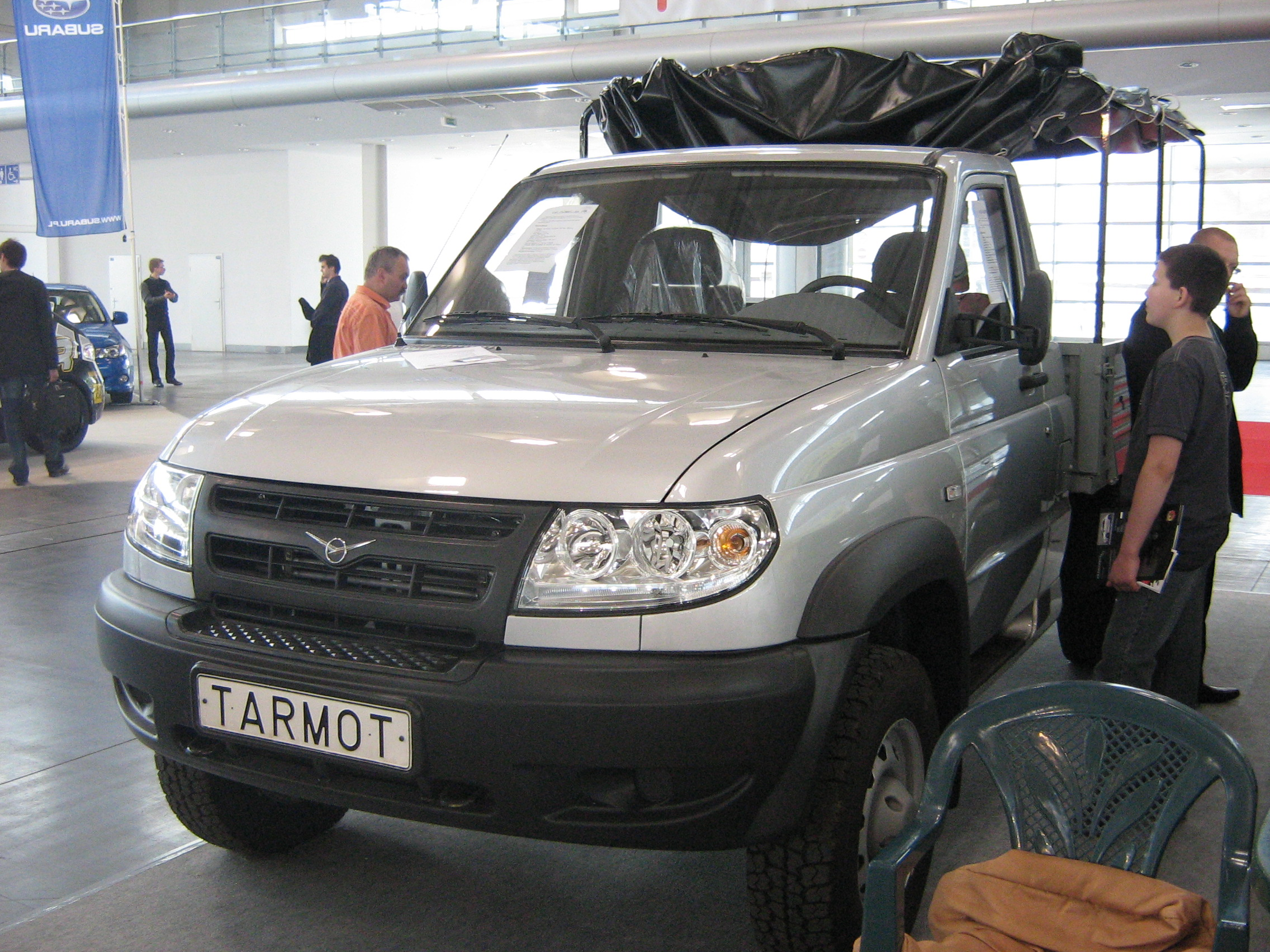
Cargo
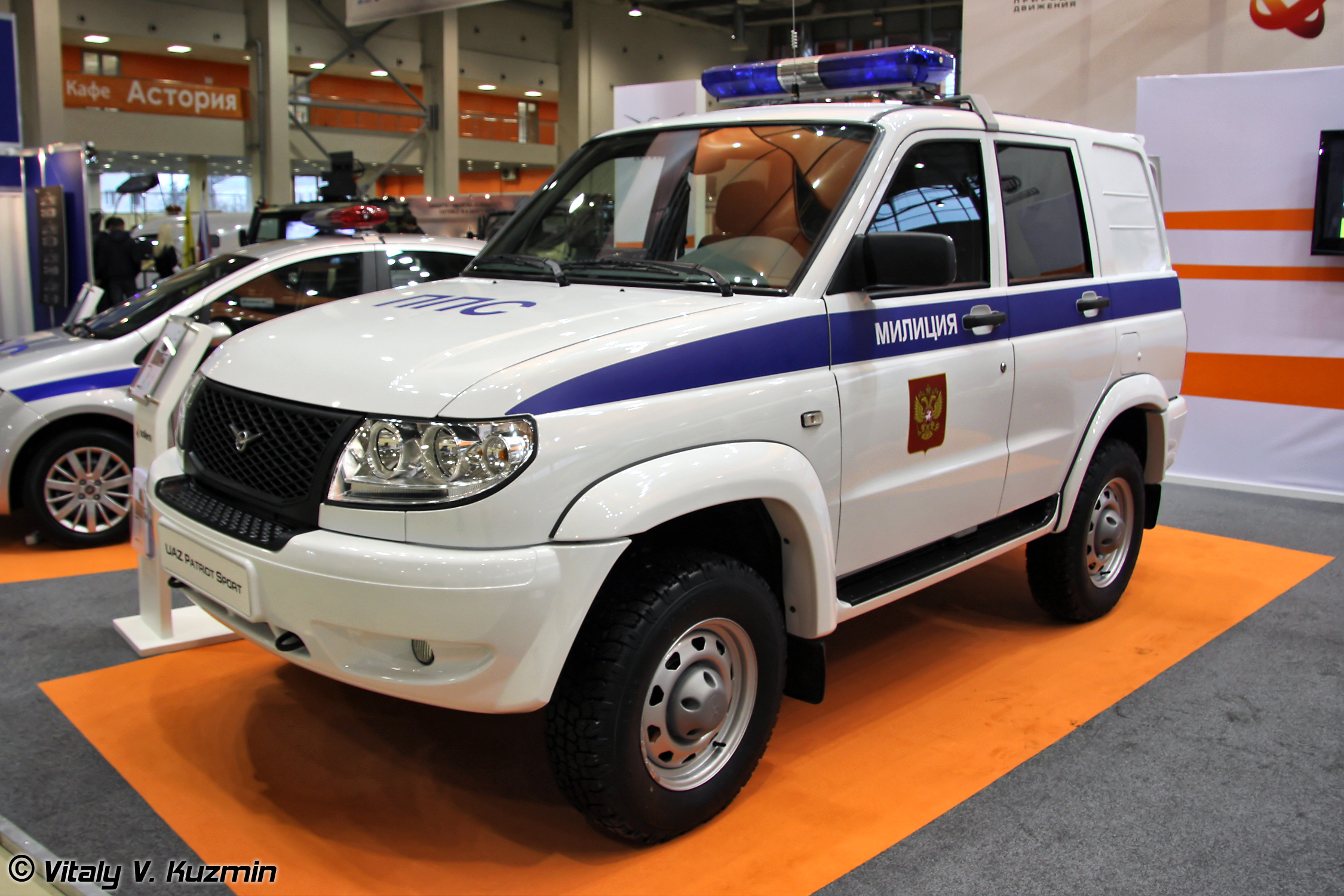
Sport (укороченная база)
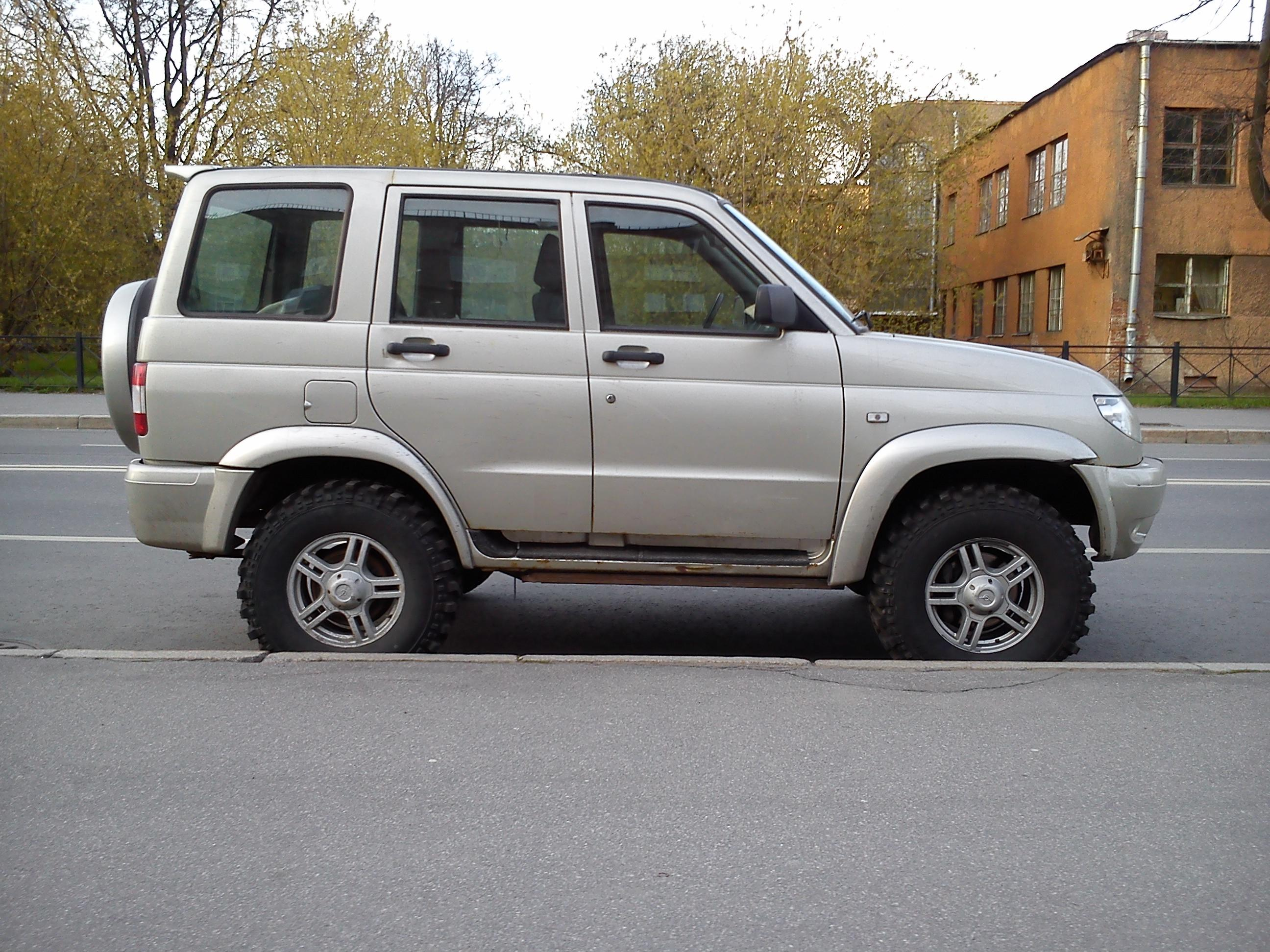
Sport (укороченная база)
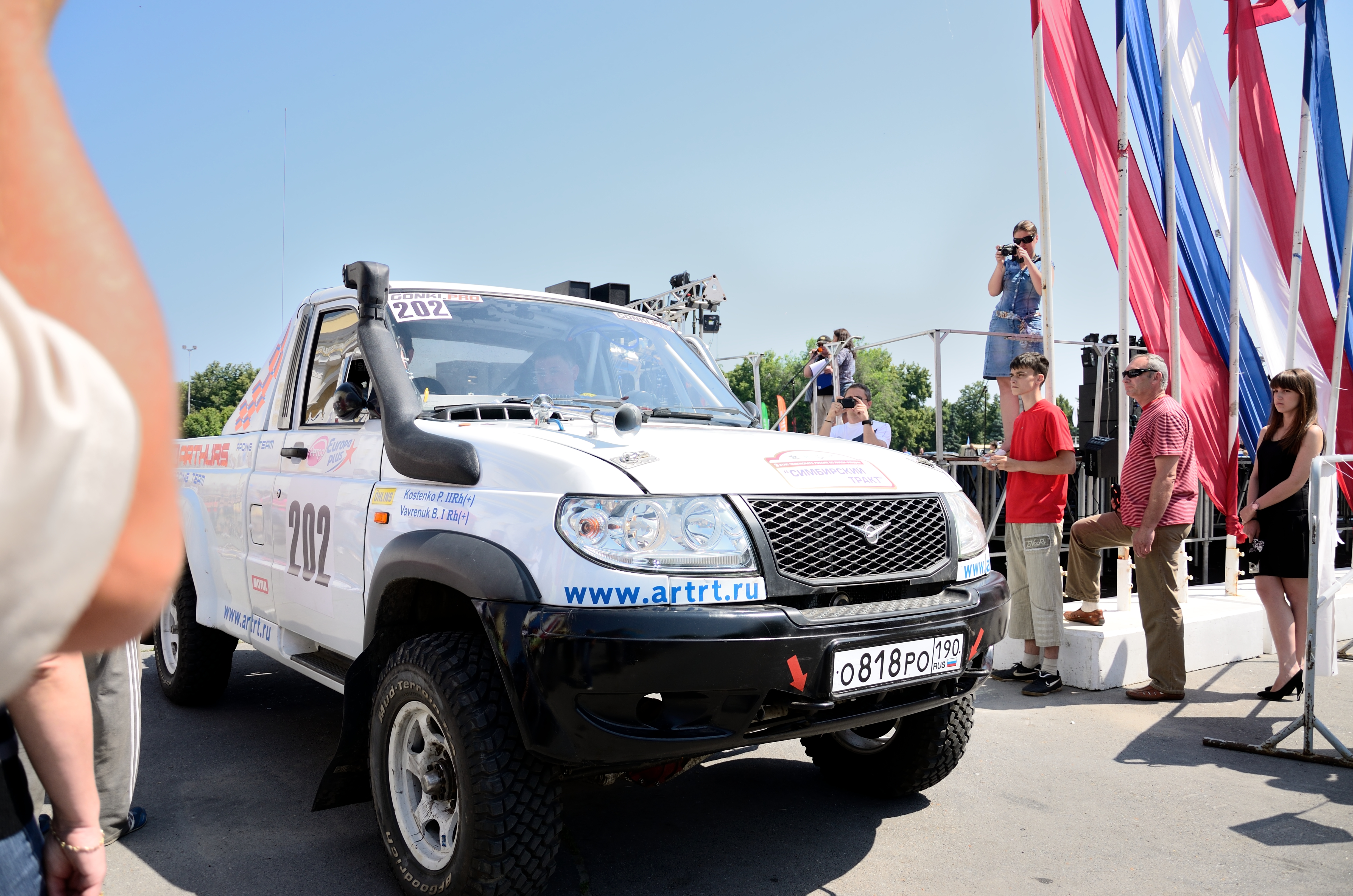
Pickup
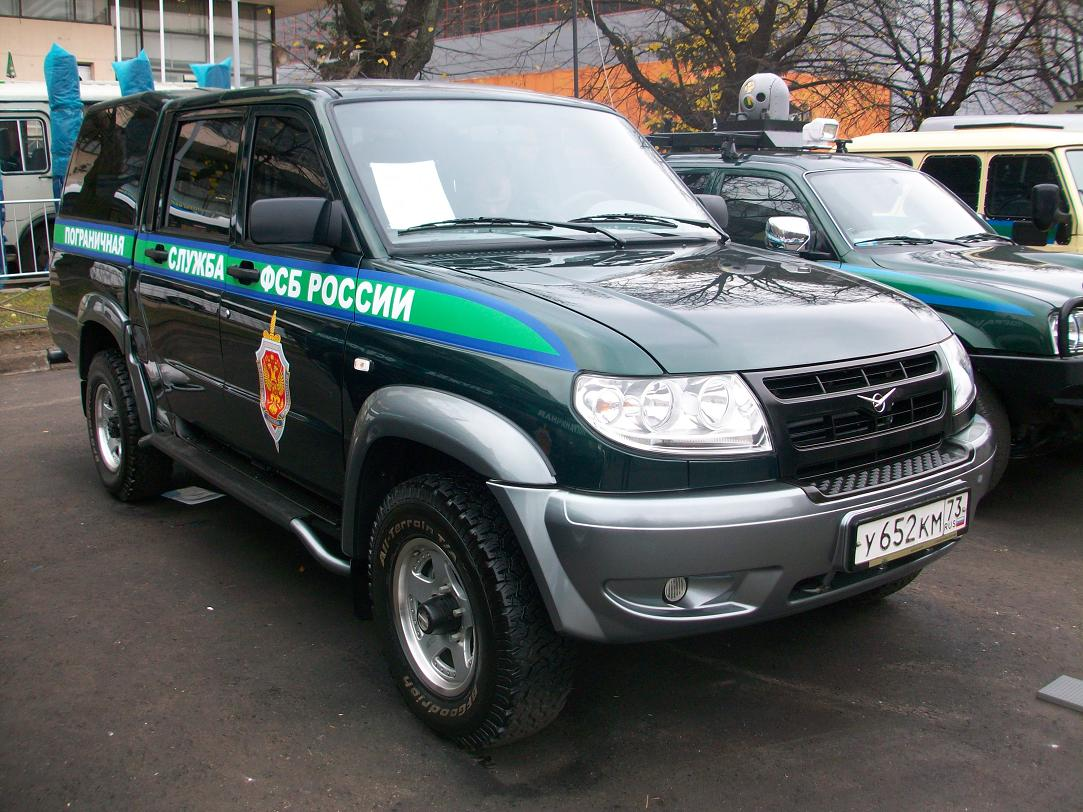
Пограничной службы ФСБ РФ
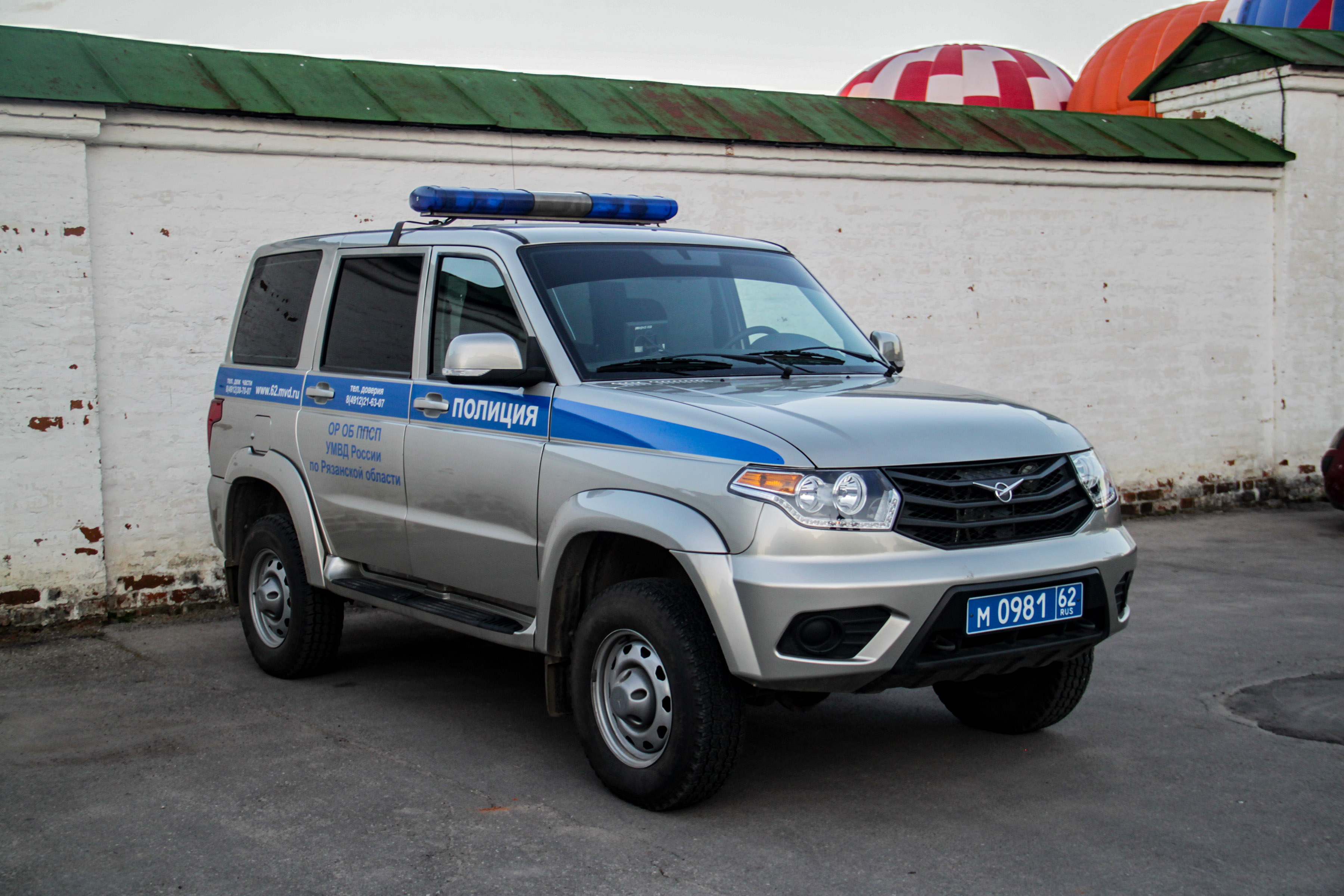
Полицейский автомобиль
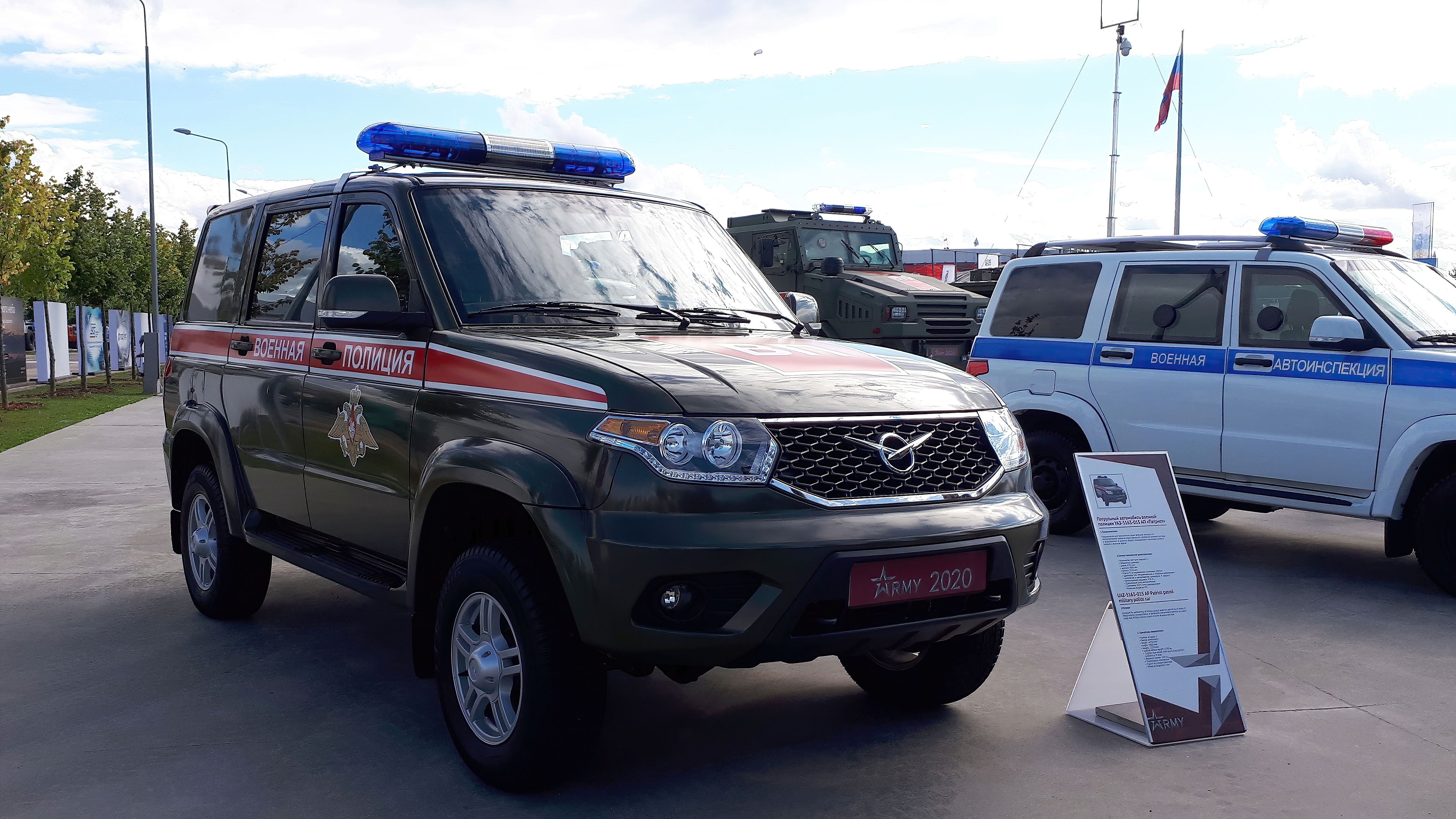
Автомобиль военной полиции